# Edward Stanhope
Edward Stanhope (ur. 24 września 1840 w Londynie, zm. 21 grudnia 1893 w Sevenoaks w hrabstwie Kent) – brytyjski arystokrata i polityk, członek Partii Konserwatywnej, minister w rządach lorda Salisbury’ego.
Był drugim synem Philipa Stanhope’a, 5. hrabiego Stanhope. Wykształcenie odebrał w Harrow School oraz w Christ Church na Uniwersytecie Oksfordzkim. W 1865 r. rozpoczął praktykę adwokacką w Inner Temple. W 1874 r. został wybrany do Izby Gmin jako reprezentant okręgu Mid Lincolnshire. Od 1885 r. reprezentował okręg wyborczy Horncastle.
Już w 1875 r. został parlamentarnym sekretarzem przy Zarządzie Handlu. W latach 1878–1880 był podsekretarzem stanu w Ministerstwie ds. Indii. Po powrocie Partii Konserwatywnej do władzy w 1885 r. został wiceprzewodniczącym Komitetu Edukacji. Wkrótce został przewodniczącym Zarządu Handlu. Po krótkim epizodzie rządów Partii Liberalnej w 1886 r., Stanhope otrzymał tekę ministra kolonii. W latach 1887–1892 był ministrem wojny.
Zmarł na atak serca w 1893 r.